# Ullevi hällristning

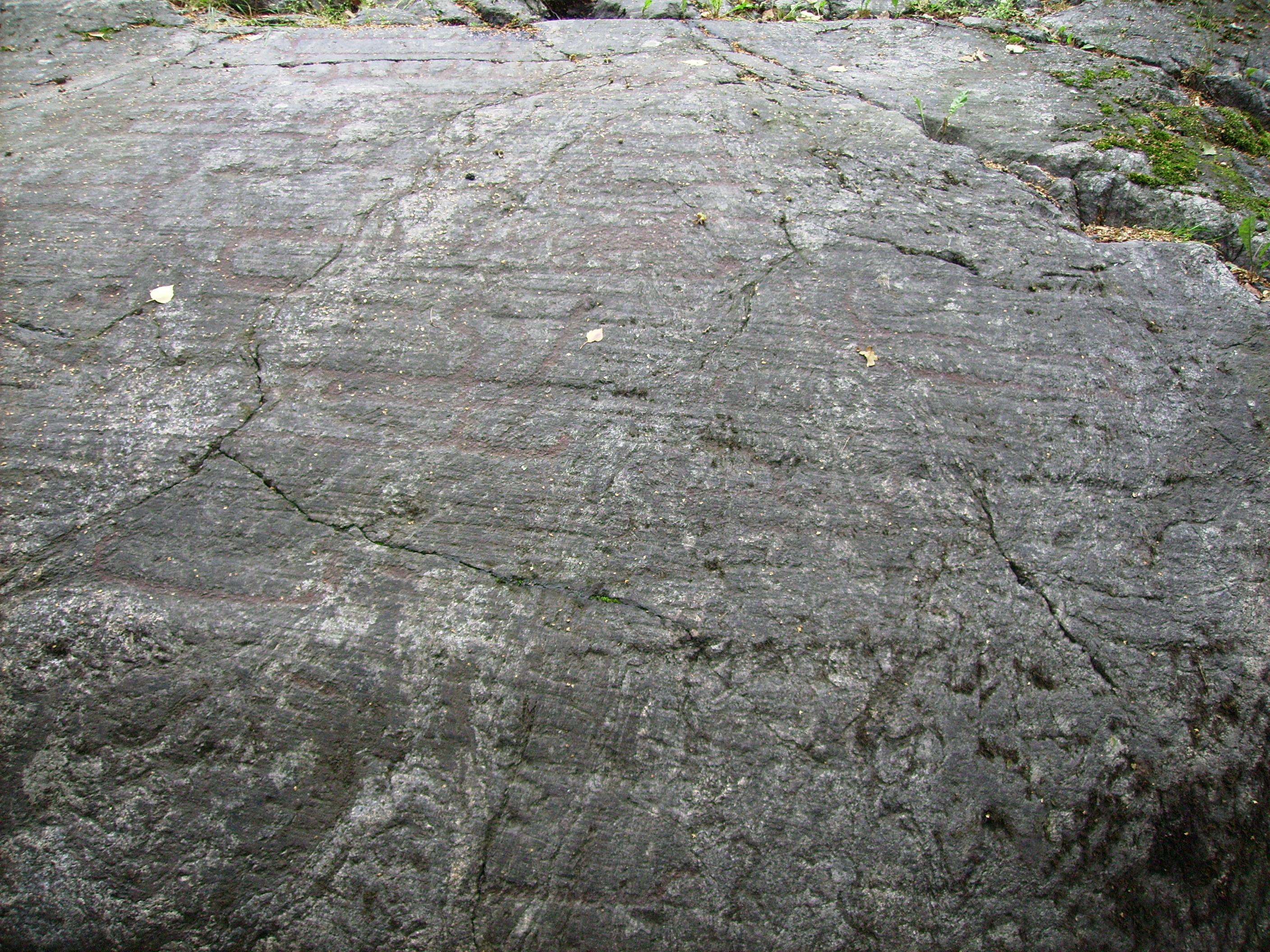
Ullevi hällristning

Ullevi hällristning är Södermanlands läns näst största hällristning och ligger nordväst om Gnesta i Gåsinge-Dillnäs socken.
Hällristningen på berghällarna vid Ullevi strax intill Nyckelsjön upptäcktes 1984. Den innehåller 154 figurer som föreställer skepp, djur, fotsulor och hjulkors. Dessutom finns 294 älvkvarnar. Arkeologer från Umeå universitet har visar att folk bodde längre bort från hällristningen under bronsåldern än under järnåldern. En tolkning är att platsen därmed betydde mer under bronsåldern. På bronsåldersboplatsen 800 meter sydsydost om ristningen har man hittat spår av ett långhus och rester av sädeskorn, korn och enbärskärnor. Platsen för ristningen utgjorde kärnan i Ullevis forntida kulturlandskap. 
Under bronsåldern gick strandlinjen upp till ristningen.